# Nacionalni instituti za zdravlje
Nacionalni instituti za zdravlje (engl. National Institutes of Health - NIH) je biomedicinska istraživačka ustanova, koja je prvenstveno locirana u Batesdi, Mariland, SAD. Kao agencija Departmana za zdravstvo i ljudske resurse SAD, ona je primarna agencija američke vlade sa odgovornošću za biomedicinska i zdravstvena istraživanja. NIH sprovodi naučna istraživanja putem svog Intramuralnog istraživačkog program (IRP) i pruža znatna finansijska sredstva za biomedicinska istraživanja ne-NIH istraživačkim ustanovama putem svog Ekstramuralnog istraživačkog programa. Sa 1.200 principalnih istraživača i više od 4.000 postdoktorskih saradnika u baznom, translacionom, i kliničkom istraživanju, IRP je jedna od najvećih biomedicinskih istraživačkih institucija na svetu. Godine 2003, ekstramuralni ogranak je pružio 28% biomedicinskih istraživačkih finansija u SAD, ili oko US$ 26,4 milijarde.
NIH se sastoji od 27 zasebnih instituta i centara, koji sprovode istraživanja u različitim biomedicinskim disciplinama. IRP je odgovoran za mnoga naučna dostignuća, uključujući oktriće fluorida kao stredstva za sprečavanje raspada zuba, upotrebe litijuma u kontroli bipolarnog poremećaja, i kreiranje vakcina protiv hepatitisa, Haemophilus influenzae (HIB) i ljudskog papiloma virusa.

## Spoljašnje veze
- Zvanični veb-sajt
- US Scientific Grant Funding Database
- Regional Medical Programs Collection of information on NIH's Regional Medical Programs, from the National Library of Medicine